# Margareta Winberg
Gun Margareta Winberg, född Gustafsson den 13 augusti 1947 i Sjuntorp i Fors församling i Västergötland, är en svensk politiker (socialdemokrat) och diplomat. Hon var riksdagsledamot 1981–2003 för Jämtlands läns valkrets och statsråd i regeringen Carlsson III (1994–1996) och regeringen Persson (1996–2003).

## Biografi
Winberg tog realexamen 1963, gick i flickskola 1963–1965 och fick ämneslärarkompetens 1978. Hon arbetade 1969–1979 som folkskollärare och var även då kommunalpolitiskt aktiv. Winberg var politisk sekreterare i Jämtlands läns landsting 1980–1981, styrelseledamot vid Högskolan i Östersund från 1980 och dess vice ordförande från 1983.
Winberg var riksdagsledamot från 1981. 1990–1995 var hon ordförande i Socialdemokratiska kvinnoförbundet och 1992–1994 ordförande för riksdagens jordbruksutskott. Efter den socialdemokratiska valsegern 1994 utsågs hon till jordbruksminister, och skulle komma att sitta på olika ministerposter fram till 2003. 
Winberg var under 90-talet en profilerad EU-motståndare och var en av två ministrar i Ingvar Carlssons regering som röstade nej i folkomröstningen om EU-medlemskap år 1994. Hon var även motståndare till införande av euron som valuta, men höll som vice statsminister en mycket låg profil inför folkomröstningen om euron år 2003. Hon är även en engagerad feminist och var som jämställdhetsminister drivande bakom lagen om sexköp, som gjorde det olagligt att köpa sexuella tjänster men inte att sälja dem. Hon har arbetat för ökad kvinnlig representation i styrelser och engagerat sig i kampen för bättre villkor för djuren, ofta i konflikt med starka intressen bland lantbrukare i EU.
Mellan 2004 och 2007 var hon Sveriges ambassadör i Brasilien.
Från 2010 till 2013 var hon styrelseordförande för Karlstads universitet. 2014–2018 var hon ordförande för regionfullmäktige i Region Jämtland. 2017 utsågs hon till särskild utredare av socialtjänstlagen och 2020 lade hon fram utredningen "Hållbar socialtjänst - En ny socialtjänstlag".

## Familj
Margareta Winberg är dotter till sliparen Gunnar Gustafsson och hemsamariten Greta, född Håkansson. Hon levde samman med Jörn Svensson från 1985 till hans död 2021 och de två gifte sig 2008. Hon har tre barn från ett tidigare äktenskap.

## Befattningar och uppdrag
- Särskild utredare för en översyn av socialtjänstlagen 2017–2020[6]
- Ledare för Mittnordenkommittén 2015–2016
- Ordförande för UN Women Sverige, 2011–2014
- Styrelseordförande för Karlstads universitet, 2010–2013
- Styrelseordförande för Svenska Spel, 2008–2011
- Uppdrag på Utrikesdepartementet, 2007
- Sveriges ambassadör i Brasilien, 2004–2007[7]
- Vice statsminister, 2002–2003[8]
  - Ställföreträdare för statsministern
- Jämställdhetsminister, 1998–2003
- Arbetsmarknadsminister, 1996–1998
- Jordbruksminister, 1994–1996 och 1998–2002
- Ordförande i jordbruksutskottet, 1992–1994
- Ordförande i Socialdemokratiska kvinnoförbundet, 1990–1995
- Ledamot i Jordbruksutskottet, 1981–1991
- Suppleant i socialutskottet, 1982–
- Suppleant i jordbruksutskottet, 1981–1982
- Suppleant i socialförsäkringsutskottet, 1981–1982
- Riksdagsledamot för Jämtlands län, 6 oktober 1981–2003
- Heltidsanställd landstingspolitiker, Jämtlands läns landsting, 1979–1981
- Landstingspolitiker, Jämtlands läns landsting, 1976–1978
- Ordförande i Krokoms arbetarekommun, 1973–1976